# 전남대학교치과병원
전남대학교치과병원(全南大學校齒科病院, Chonnam National University Dental Hospital, CNUDH)은 2008년 전남대학교병원 치과에서 분리되어 진료를 시작한 전남대학교병원 부속 의료기관이다. 광주광역시 북구 용봉로 33에 위치하고 있다. Full PACS&EMR을 도입하여 종이 차트를 사용하지 않으며, Neurometer CPT장비와 치수혈류 측정기, 근과치료용 현미경, 치아색조 디지털분석기, 다기능두부촬영기 등 각종 첨단 장비를 보유하고 있다.